# Boichi

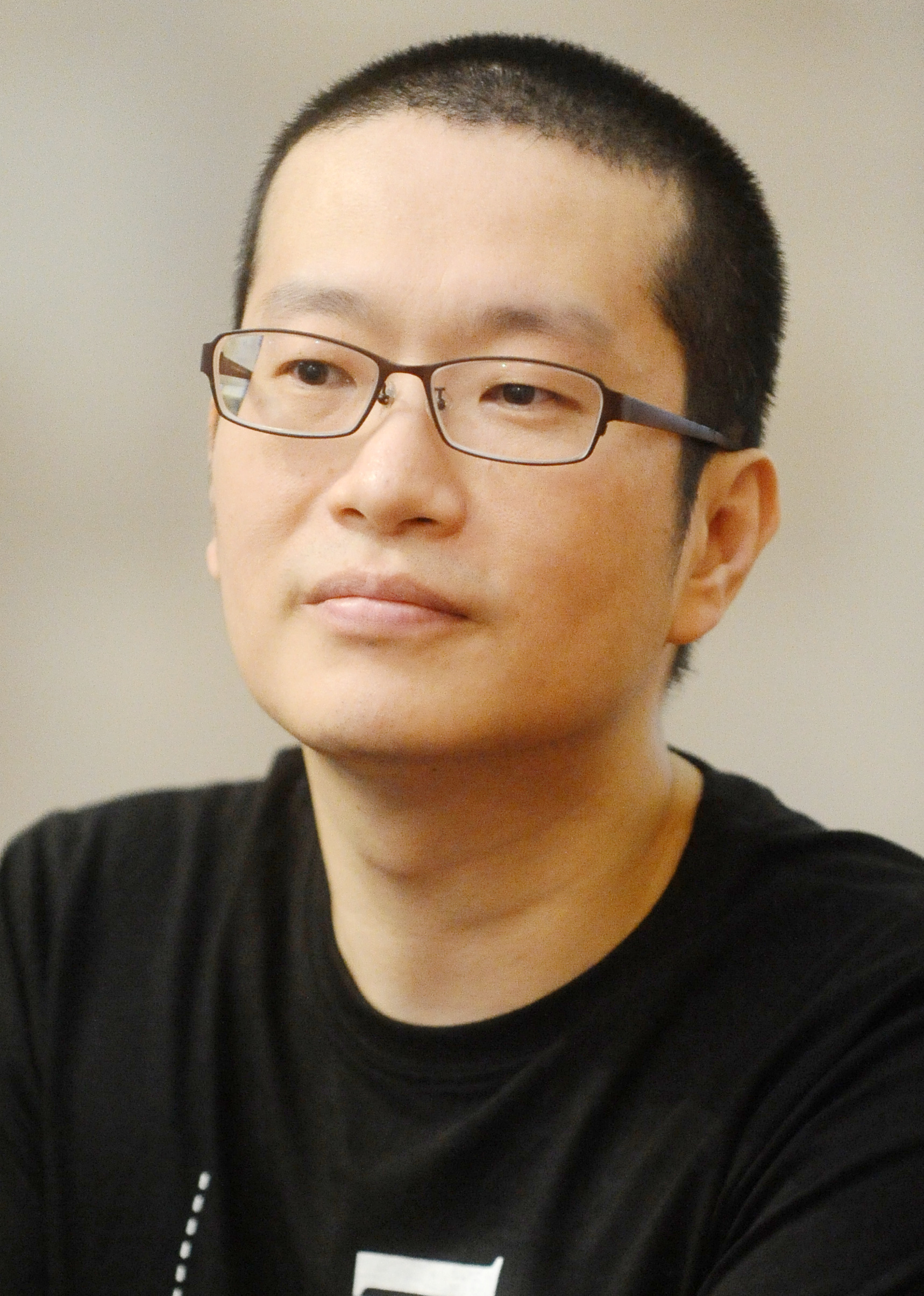
Boichi（ルッカコミックス&ゲームズ 2014）

Boichi（ボウイチ、1973年1月29日 - ）は、大韓民国ソウル特別市出身の漫画家。本名、朴 武直（パク・ムジク、박무직）。

## 経歴
漫画に活かすため大学（培材大学校）では物理学を専攻、演出技術を学ぶため秋溪芸術大学校大学院では映像を専攻。
1993年、韓国の少女漫画雑誌である「ミール（미르）」誌に掲載の『アンニョン！キャプテン（안녕! 캡틴）』でデビュー。少女漫画誌「ウインク (雑誌)」（ソウル文化社）に1994年より連載された『無一文漫画教室（무일푼 만화교실）』のヒットで人気作家となる。女性漫画誌で活躍する男性漫画家という当時の韓国では異色の経歴で、当時は韓国女性漫画家協議会に加盟していた。少女漫画家時代においては、ウインクに連載された『TOON』や、「ビジュー (雑誌)」（時空社）に連載され、歌手のキム・ヒョンジョンが原作を担当したことでも話題となった『T.R.Y』（作画）などが代表作。
2000年より成年漫画を描き始め、韓国のウェブトゥーンのサイトである「コミックストゥデイ」にフルカラーの成年漫画『Feeling』を連載。日本の成年漫画誌「COMIC阿呍」2004年7月号の『La Parisienne　パリジェンヌ』で日本デビュー。
2006年より『ヤングキング』で『サンケンロック』を連載。長期連載となり、2016年2月に終了した。同年、『週刊ヤングマガジン』で『ORIGIN』、2017年から2022年まで『週刊少年ジャンプ』で『Dr.STONE』（作画）を連載。2023年から2024年まで『週刊少年サンデー』で『スーパーストリング -異世界見聞録-』を連載。2025年から『少年ジャンプ+』で『THE MARSHAL KING』を連載している。

## 作風
アクション作品に限らず、ラブロマンスやSF作品も描く。作品の内容に随所にパロディや社会問題を織り交ぜることも多い。主に劇画調の濃い絵柄が特徴であるが、児童向け漫画作品や『Dr.STONE』では少年漫画ということもあってかやや抑え気味でコメディ色が強い絵柄となっている。臀部に対して強い拘りがあり、青年漫画と成年漫画ではその部分を強調した場面を頻繁に描いている。
『Wallman-ウォールマン-』のメインキャラ3人が『サンケンロック』の物語終盤に登場したり、『サンケンロック』主人公のケンが『ORIGIN』でパトロンとして主人公を支援するなどスターシステムを取り入れている。
代表作のひとつである『サンケンロック』では主に体術の駆使と、その結果を絡ませた章から始め、韓国に於ける暴力組織である「ゴンダル」といういわゆる、任侠の世界に迫り、そして、主人公は「何を正義に闘うのか？」を徐々に見い出していく。
2006年に「モーニング」に掲載されたSF読み切り作品『Hotel』では作者自身が培った豊富な知識と画力を活かした。また2008年に同誌に掲載された『全てはマグロのためだった』は翌年の創元SF文庫版《年刊日本SF傑作選》に収録された。
韓国では、一部作品を除き、日本で使用されている『Boichi』名義ではなく本名の『朴武直』名義で単行本を出している。また、韓国で発表した漫画では頭に星が生えた二頭身の人間を自画像として用い、日本で発表された漫画では頭部に回転灯の付いたロボットを自画像としている。
『Dr.STONE』で第64回小学館漫画賞少年向け部門を、『ORIGIN』で第22回文化庁メディア芸術祭マンガ部門大賞を受賞。

## 作品リスト

### 連載作品
- アンニョン！キャプテン（デビュー作、韓国国内でのみ発表）
- TOON（『月刊ウィンク』、韓国国内のみで発表）
- T.R.Y Take off Rush Youth (原作：キム・ヒョンジョン (歌手)　Bijou、韓国国内のみで発表)
- Dr.ゴー！ シネマサイエンス(『京郷新聞』、「映画を信じないで下さい」と改題しコブギブックスより単行本化。韓国国内のみで発表)
- サンケンロック（『ヤングキング』 2006年第10号 - 2016年第6号）
  - サンケンロック外伝（『ヤングキング』）
  - ユミンにご飯を食べさせたい（『月刊ヤングキング』）
- 究極宇宙味帝シーザー（『コミックガム』、2010年に少年画報社から刊行された際に『スペースシェフシーザー』と改題）
- ラキア（原作：矢島正雄『モーニング』 2008年49号 - 2010年47号）
- H・E The HUNT for ENERGY（『ジャンプ改』）
- Wallman-ウォールマン-（『グランドジャンプ』 2013年14号 - 2015年4号）
- Boichiの漫画の描き方研究所（『コミック・ダンガン』)
- テラフォーマーズ外伝 アシモフ（原作：貴家悠＆橘賢一『グランドジャンプ』 2015年23号 - 2016年14号）
- カッコイイ男キャラクター漫画教室!（『月刊ヤングキングアワーズGH』2016年6月号[8] - 2019年8月号、全21話）
- ORIGIN（『週刊ヤングマガジン』 2016年40号 - 2019年11号）
- Dr.STONE（原作：稲垣理一郎『週刊少年ジャンプ』 2017年14号 - 2022年14号）
  - Dr.STONE reboot:百夜（原作：稲垣理一郎、Boichi 『週刊少年ジャンプ』 2019年48号 - 2020年4･5合併号 作画とストーリーを担当）
- ONE PIECE episode A（原作：尾田栄一郎、原案：ひなたしょう・浜崎達也、ネーム構成：石山諒、『ONE PIECE magazine』Vol.10 - Vol.13[9]）
- 絶賛セカイメシ 〜食べればこの世のすべてがわかる〜（『モーニング』 2022年20号 - ）
- 人体レスキュー探検隊-VISCERIS VOYAGE-（『勉タメジャンプ』2023 SPRING[10] - ）
- スーパーストリング-異世界見聞録-（作画担当、原作：尹仁完、『週刊少年サンデー』2023年21号[5] - 2024年15号）
- 酒のほそ道〜コラボ＆リメイク〜（原作：ラズウェル細木、『週刊漫画ゴラク』2024年7月26日号[11] - ） - シリーズ連載[11]
- THE MARSHAL KING（『少年ジャンプ+』2025年2月7日[6] - ）

### 読み切り作品
- 夜の伝説 (『月刊ウィンク』 1997年1月号掲載、『BoichiオリジナルSF短編集1 時空の旅人』にて日本語訳で収録)
- WINTERS （『コミック阿吽』 2005年掲載)
- Hotel（『モーニング』 2006年25号掲載）
- Present（『モーニング』 2007年2・3合併号掲載）
- Stephanos （『MANDARA』 2007年01号掲載）
- DIADEM （『MANDARA』 2008年02号掲載）
- 全てはマグロのためだった（『モーニング』 2008年31号掲載）
- トライガン（『ヤングキング』 2010年掲載）- 内藤泰弘作の同名漫画のスピンオフ作品、『サンケンロック』12巻収録
- The Space Between (『グランドジャンプPREMIUM』 2015年3月号掲載)
- ANTI-MAGMA (『グランドジャンプPREMIUM』 2015年5月号掲載)
- 空に立つ者、地に立つ者（『週刊ヤングマガジン』2019年27号掲載）
- 彼はそこにいた（『週刊ヤングマガジン』2020年48号 - 49号掲載） - ヤングマガジン32号からスタートした40周年企画「我漫—ワガマン-」第14弾として掲載。
- GOD ARMS（『週刊少年ジャンプ』2023年36・37合併号掲載[12]）
- CHILDHOOD'S ENDO（『少年ジャンプ+』2024年7月29日[13]）
- キャンティのLAST SUPPER 〜最後の晩餐〜（原案：青山剛昌、『週刊少年サンデー』2025年21・22合併号[14]） - 『名探偵コナン』のキャンティが主人公の読み切り[15]。

### 単行本
以下、韓国国内のみで発売された作品
- TOON (全5巻)
- T.R.Y Take off Rush Youth (全3巻) - キム・ヒョンジョン原作
- Feeling (全2巻、成人向け作品)
- 大韓民国憲法第1条 (成人向け作品) - 映画とのメディアミックス作品
- スリスリ マッソグム
- 映画を信じないで下さい
- まんがサイエンス 物理編  (チョ・チャンホとの原作、作画兼任)
- まんがサイエンス 生物編（キム・ミンホと原作担当）
- まんがサイエンス 宇宙編（原作担当）
- まんがサイエンス 天文編（原作担当）

以下、日本で発売された作品
- サンケンロック（全25巻）
- ユミンにご飯を食べさせたい
- 究極宇宙味帝シーザー （ワニブックスより刊行）
  - スペースシェフシーザー (『究極宇宙味帝シーザー』から改題され少年画報社より刊行。韓国語翻訳版がシーアンドシーレボリューションより刊行、成人向け作品。)
- Lovers in Winters (成人向け作品)
- Boichi作品集Hotel
- ラキア（全5巻）
- H・E The HUNT for ENERGY（全3巻）
- Wallman-ウォールマン-（全3巻）
- テラフォーマーズ外伝 アシモフ（全2巻）
- ORIGIN（全10巻）
- Dr.STONE（全27巻）
- Dr.STONE reboot:百夜（全1巻）
- BoichiオリジナルSF短編集1 時空の旅人
- BoichiオリジナルSF短編集2 名も無き戦士
- THE MARSHAL KING（既刊2巻）

### 漫画教則本
以下、韓国国内のみで発売された書籍
- 朴武直 漫画工作所 基礎編
- 朴武直 漫画工作所 中級編
- 朴武直 無一文デッサン教室
- 朴武直 無一文漫画教室
- Photoshopを使ったカラーイラストレーション秘法
- 頭がよくなる創意力スクスク漫画描き - 児童を対象とした漫画教則本

以下、日本で発売された書籍
- カッコイイ男キャラクター漫画教室!

### 書籍
以下、韓国国内のみで発売された書籍
- 朴某氏物語 「私は漫画人だ」

以下、日本で発売された書籍
- Dr.STONEの最強自由研究（表紙担当。他はDr.STONE本編の過去イラストやシーン引用となる）
- JUMP j BOOKS Dr.STONE 星の夢、地の歌（表紙担当）
- JUMP j BOOKS Dr.STONE 声はミライへ向けて（表紙担当）

### 画集
- THE ART OF SUN-KEN ROCK
- THE ART OF BOICHI

### その他
- テレビアニメ『悪役令嬢転生おじさん』（第3話エンドカード）[16]